# Václav Jírů
Václav Jírů (31. července 1910 Doubravany – 28. června 1980 Praha) byl český fotograf a redaktor.

## Život a tvorba
Začínal fotografovat jako fotoamatér, od roku 1926 publikoval fotografie a články. Poprvé vystavoval v roce 1933. Spolupracoval s Divadlem Vlasty Buriana, fotografoval v Osvobozeném divadle, věnoval se reklamní fotografii, stal se známým rovněž v zahraničním tisku (London News, London Life, Picture Post, Sie und Er, Zeit im Bild).
V roce 1940 byl zatčen gestapem pro odbojovou činnost, odsouzen na doživotí a vězněn do konce války. V knize Šesté jaro, kde jsou i jeho snímky pořízené krátce po osvobození, popsal svou zkušenost z vězení a koncentračních táborů. Po válce se stal členem Svazu československých novinářů a v roce 1948 členem Svazu československých výtvarných umělců. Věnoval se nadále fotografování, ale rovněž hledání nových talentovaných fotografů.
V roce 1957 založil a vedl čtyřjazyčnou fotografickou revui Fotografie. Po emigraci synovce Jiřího Jírů v roce 1968, jemuž byl fotografickým učitelem, byl nucen Václav Jírů opustit místo šéfredaktora Fotografie. Do konce života pak organizoval fotografické výstavy a působil v porotách fotografických soutěží.
Záběr tvorby Václava Jírů, zejména v předválečné etapě, byl velmi široký: sportovní fotografie, divadelní portrét, krajina, akt, sociální témata, reportáž. Po válce se soustředil na cykly přírody, krajiny a města. Častým tématem jeho fotografií byla Praha, kterou na rozdíl od mnoha jiných fotografů snímal v její nesentimentální každodennosti (Pražská zrcadla, Poezie pražských zdí, Pražská strašidla).
Zemřel roku 1980 v Praze. Byl pohřben na Vinohradském hřbitově.

### Publikace (výběr)
- JÍRŮ, Václav. Šesté jaro. Praha: Václav Petr, 1946.
- JÍRŮ, Václav. Raf. Praha: Československé filmové nakladatelství, 1947.
- JÍRŮ, Václav. Slunečné pobřeží Jugoslavie. Praha: Československé filmové nakladatelství, 1948.
- JÍRŮ, Václav. Zrcadlo života. Praha: Sfinx, 1948.
- JÍRŮ, Václav; VYSKOČIL, Kamil. Moskva – Leningrad – Kijev. Martin: Osveta, 1958.
- JÍRŮ, Václav. Nature in Camera. Praha: Artia, 1960.
- JÍRŮ, Václav. Praha – město fotogenické. Praha: Orbis, 1968.
- JÍRŮ, Václav. Fotografie 1928–1980. Praha: Galerie hl. m. Prahy, 1980. Katalog výstavy.

### Výstavy (výběr)
- 1933 – XX. výstava Českého klubu fotografů amatérů, Praha
- 1936 – Mezinárodní výstava v Mánesu, Praha
- 1957 – Světová výstava, Brusel (3. cena)
- 1959 – Wystava fotografiki Václava Jírů, Varšava
- 1960 – Mistrovské fotografie z ČSR, Vídeň
- 1968 – Die Farbfotografie in der ČSSR, Berlín
- 1969–1970 – La strade reale, Itálie
- 1970 – EXPO 70, Ósaka
- 1980 – Václav Jírů: Fotografie 1928–1980, Praha